# Thomas Sörensen
Carl Thomas Sörensen, född 28 februari 1964 i Limhamns församling i Malmöhus län, död 17 juni 2025 i Malmö Sankt Petri distrikt i Skåne län, var en svensk militärhistoriker.

## Biografi
Sörensen disputerade 1998 i historia vid Lunds universitet med avhandlingen Det blänkande eländet, som handlar om Kronprinsens husarregemente. Han gav också ut Sista striden (2004), en kombinerad militärhistorisk och etnologisk beskrivning om slaget vid Bornhöft 1813, och en bok om amerikanska inbördeskriget (2016). Sörensen var verksam som lektor vid Högskolan Kristianstad.